# Scarabaeus intermedius
Scarabaeus intermedius là một loài bọ cánh cứng trong họ Bọ hung (Scarabaeidae).